# Адольф Ніль
Адольф Ніль (фр. Adolphe Niel; 4 жовтня 1802 — 13 серпня 1869) — французький генерал та державний діяч.

## Історія
Народився в Мюре, Верхня Гаронна та вступив до Політехнічної школи в 1821 році. Ніль вступив до інженерної школи в Мец, став лейтенантом в Інженерному корпусі в 1827 році та капітаном у 1833 році. Він воював під час Французького завоювання Алжиру, брав участь у штурмі Константіни. Там Ніль очолив інженерний загін з однією зі штурмових груп, і його поведінка принесла йому звання "chef de bataillon" у 1837 році. Ніль був підвищений до підполковника в 1840 році та до полковника в 1846 році. Його наступна військова служба була начальником штабу генерала Вайяна під час облоги Риму в 1849 році, після чого він став бригадним генералом і директором інженерних служб у штабі.
У 1851 році Ніль став членом Комітету з питань укріплень. Він став членом державної ради в 1852 році, а в 1853 році був підвищений до дивізійного генерала. У першій частині Кримської війни Ніль був задіяний в експедиції до Балтійського моря та керував інженерними операціями проти Бомарсунду. На початку 1855 року Ніль був відправлений до Криму, де він змінив генерала Мішеля Бізо як головний інженер. Протягом кількох років Ніль був найбільш довіреним військовим радником Наполеона III, і тепер він був уповноважений радити генералам на місці відповідно до бажань государя та внутрішнього уряду.

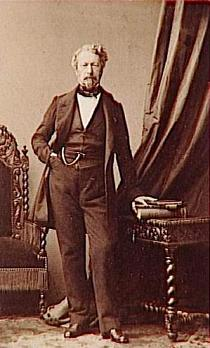
Маршал Адольф Ніль

Ніль зумів виконати це делікатне та важке завдання з якнайбільшим успіхом, який можна було очікувати, і він керував облоговими операціями в битві при Малахові. Його нагородою став великий хрест Почесного легіону. З 1855 по 1859 рік Ніль працював у штабі, а також служив у Французькому Сенаті. У війні проти австрійців Ніль командував IV корпусом і брав участь у битві при Мадженті та битві при Сольферіно. Ніль був удостоєний звання маршала Франції на полі бою під Сольферіно.
Після того, як він кілька років служив у внутрішньому командуванні, Ніль став військовим міністром і обіймав цю посаду з 1867 по 1869 рік. На цій посаді він розробив і почав здійснювати далекосяжний план реформи армії, заснований на загальній військовій повинності та автоматичному створенні великих резервів, яким потрібен був лише час для розгортування. За його системою ті чоловіки, які придбали звільнення від призову до армії, все одно призивалися б на нову службу, Garde Mobile. Він також зміг переозброїти всю армію гвинтівкою Шасспо, але не в Національну гвардію. Він не дожив до завершення розвитку своєї системи.
Ніль помер у Парижі під час операції з видалення каменю в сечовому міхурі, і через рік франко-прусська війна знищила стару імперську армію, на яку мали бути прищеплені нові формування.

## Нагороди
- Орден Почесного легіону
  - Кавалер (21 жовтня 1838)
  - Офіцер (17 березня 1845)
  - Командор (10 травня 1852)
  - Великий офіцер (28 серпня 1854)
  - Великий хрест (22 вересня 1855)
- Військова медаль (4 липня 1859)
- Почесний компаньйон Ордена Лазні (Велика Британія)
- Почесний лицар-командор Ордена Лазні (Велика Британія, 3 січня 1856)[2]
- Кримська медаль (Велика Британія)
- Балтійська медаль (Велика Британія)
- Великий хрест Орден Святих Маврикія та Лазаря (Сардинія)
- Медаль Італійської кампанії 1859